# Gaspar van Eyck

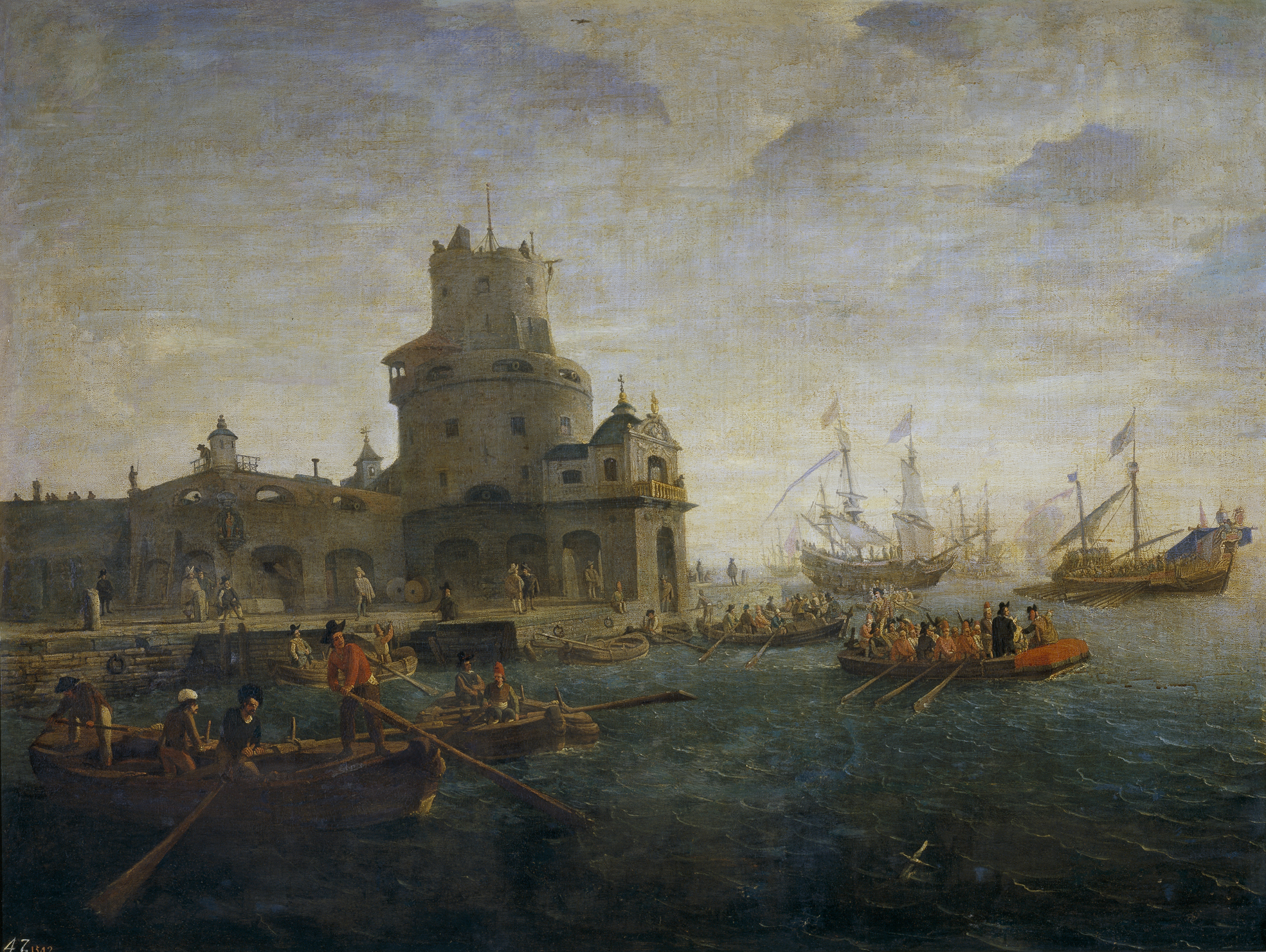
Marina, óleo sobre lienzo, 81 x 107 cm, Madrid, Museo del Prado.

Gaspar van Eyck (Amberes, 1613-Bruselas, 1673/1674) fue un pintor barroco flamenco especializado en marinas, en las que conjugó su formación flamenca con las influencias meridionales.

## Biografía
Bautizado el 6 de febrero de 1613, en 1625 aparece inscrito en el gremio de San Lucas de Amberes como aprendiz de Andries van Eertvelt. En 1632-1633 fue admitido en él como maestro. De allí, en fecha indeterminada, debió de viajar a Génova, donde ya había residido su maestro, y como él encontró la protección del pintor y marchante Cornelis de Wael, según una apostilla de Erasmus Quellinus en su ejemplar del tratado de Cornelis de Bie, Het Gulden Cabinet.
Es probable que viajase luego a España en compañía de Jean Ducamps, natural de Cambrai, quien llegó a Madrid procedente de Roma hacia 1638. En Madrid pudo contar con la protección del duque de Aarschot y, en todo caso, en el Museo del Prado se conservan las tres únicas obras que se pueden asignar con seguridad a Gaspar van Eyck, al menos dos de ellas firmadas y fechadas en 1649, procedentes las tres de la colección real, aunque no se incorporaron a ella hasta el siglo XVIII con la colección de Carlos IV. Hacia 1656 o poco después se estableció en Bruselas y allí falleció tras perder la razón.